# Lothar al III-lea al Sfântului Imperiu Roman

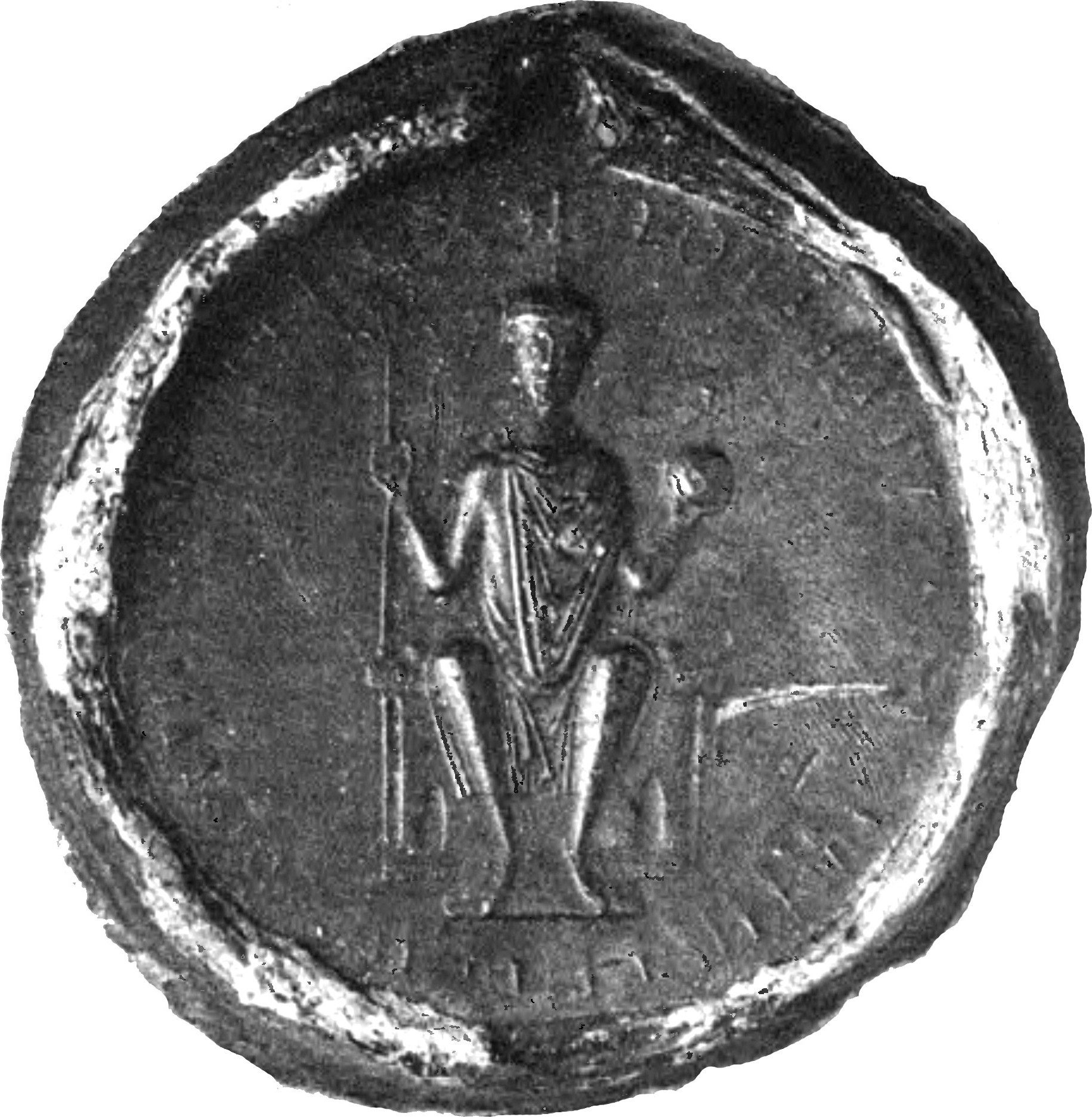
Lothar al III-lea, Împărat romano-german

Lothar al III-lea de Supplinburg (n. 9 iunie 1075, Südheide⁠(d), Regatul Prusiei, Imperiul German – d. 4 decembrie 1137, Breitenwang, Tirol, Austria) a fost Duce de Saxonia din 1106, Rege al Romanilor (Rex Romanorum) din 1125 și împărat al Sfântului Imperiu Roman din 1133 până la sfârșitul vieții. 
Ordinalul „al III-lea” a fost cel alăturat numelui lui Lothar fiind considerat succesorul împăratului carolingian Lothar I și al regelui Lothar al II-lea de Lotharingia ale cărui teritorii au fost încorporate ulterior în Sfântul Imperiu Roman. Deoarece acesta din urmă nu a fost nici împărat și nici nu a purtat vreunul dintre titlurile regale germane, ordinalul este contestat, Lothar de Supplinburg fiind uneori numit Lothar al II-lea.

## Biografie
Lothar s-a născut în primele zile ale lunii iunie a anului 1075. Tatăl său, contele Gerbhard de Supplinburg, a murit pe 9 iunie 1075 în Bătălia de la Homburg împotriva Împăratului Henric al IV-lea. Mama sa, Hedviga de Formbach, s-a căsătorit apoi cu ducele Dietrich al II-lea de Oberlothringen.
Se cunosc puține date despre primii 30 de ani ai vieții lui Lothar. Familia sa poseda importante teritorii în Saxonia, obținute prin cumpărare, moșteniri sau în urma unor alianțe matrimoniale. După ce în 1106, după moartea lui Magnus Billung fără a lăsa moștenitori, împăratul Henric al V-lea l-a înfeudat pe Lothar cu Ducatul de Saxonia, destinul său schimbându-se după o existență anterior nesemnificativă. Curând Lothar a obținut numeroase comitate și drepturi de administrare, care i-au întărit poziția în imperiu.
Relația, bună la început, cu Henric al V-lea s-a deteriorat în 1112 deoarece în conflictul privind succesiunea în Comitatul Weimar, Lothar s-a alăturat celor ce se opuneau împăratului, pierzând astfel titlul de Duce al Saxoniei. Lothar și-a recăpătat titlul și feuda după ce s-a supus împăratului la Mainz, cu ocazia căsătoriei acestuia cu prințesa Matilda a Angliei.
La moartea lui Henric al V-lea fără a lăsa moștenitori, Lothar a fost candidatul perfect pentru tronul imperial în viziunea Arhiepiscopului de Mainz: Lothar era un important proprietar de teren și foarte puternic, dar datorită vârstei sale înaintate și a lipsei de moștenitori a apărut ca un personaj maleabil. Principalul contestatar al alegerii lui Lothar a fost Frederic al II-lea, Duce de Suabia din familia Hohenstaufen. 
Anii domniei lui Lothar au fost marcați de lupta pentru putere cu aceată familie ce pretindea moștenirea teritoriilor dinastiei Saliene. Aceștia reușesc să obțină susținerea mai multor ducate și orașe imperiale și îl propun pe Conrad ca anti-rege. Lothar este încoronat Rege în Italia în 1128, iar Conrad care organizează o expediție în Italia nu reușește să îl învingă pe Lothar și este nevoit să revină repede în imperiu în urma victoriilor lui Lothar asupra fracțiunii sale.
Naiv în ceea ce privește relația politică dintre Imperiu și Papalitate, Lothar a făcut o serie de concesii acesteia din urmă. La alegerea papei din 1130 Lothar a avut o poziție ambiguă, ambele tabere fiind susținători ai săi. Aceasta a dus la alegerea lui Inocențiu al II-lea ca papă și declararea lui Anacletus al II-lea ca antipapă. În cele din urmă, l-a însoțit pe Inocențiu la Roma în încercarea de a-l înlătura pe Anacletus. În 1133 Lothar a fost încoronat împărat de papa Inocențiu al II-lea la Roma.
În 1135 familia Hofenstaufen, rămasă fără mijloacele necesare, a trebuit să accepte autoritatea lui Lothar și să promită ajutor militar în campaniile militare ale acestuia. În 1136 Lothar a pornit la insistențele papei, o campanie militară împotriva Siciliei. Datorită nemulțumirii trupelor, el nu a reușit să obțină o victorie decisivă, recuperând doar câteva teritorii din sudul peninsulei. Pe drumul de întoarcere în imperiu, Lothar a murit în timpul traversării Alpilor în decembrie 1137.